# 聖伊西德羅 (馬塔加爾帕省)
聖伊西德羅（西班牙語：San Isidro），是尼加拉瓜的城鎮，位於該國中部，由馬塔加爾帕省負責管轄，始建於1862年4月1日，面積283平方公里，海拔高度485米，2005年人口17,412，人口密度每平方公里61.53人。
12°55′55″N 86°11′43″W / 12.93194°N 86.19528°W